# Coppa dei Campioni 1974-1975 (hockey su pista)
La Coppa dei Campioni 1974-1975 è stata la 10ª edizione della massima competizione europea di hockey su pista riservata alle squadre di club. Il torneo ha avuto inizio l'8 marzo e si è concluso il 12 luglio 1975.
Il titolo è stato conquistato dal Voltregà per la seconda volta nella sua storia.

## Squadre partecipanti
| Nazione        | Club         | Città                    | Qualificazione                                                                 |
| -------------- | ------------ | ------------------------ | ------------------------------------------------------------------------------ |
| Belgio         | Royal Sunday | Bruxelles                | 1º nel campionato belga 1974, campione del Belgio                              |
| Francia        | Coutras      | Coutras                  | 1º nel campione francese 1974, campione di Francia                             |
| Germania Ovest | Walsum       | Duisburg                 | 1º nel campionato tedesco 1974, campione di Germania Ovest                     |
| Italia         | Novara       | Novara                   | 1º in Serie A, campioni d'Italia                                               |
| Paesi Bassi    | Lichtstad    | Eindhoven                | 1º in Dutch NRBB 1974, campione dei Paesi Bassi                                |
| Portogallo     | Benfica      | Lisbona                  | 1º in 1ª Divisão 1974, campione del Portogallo                                 |
| Spagna         | Barcellona   | Barcellona               | Campione d'Europa in carica e 1º in División de Honor 1974, campione di Spagna |
| Spagna         | Voltregà     | Sant Hipòlit de Voltregà | Detentore Coppa del Generalissimo 1974                                         |
| Svizzera       | RS Zurigo    | Zurigo                   | 1º in LNA 1974, campione di Svizzera                                           |

## Risultati

### Primo turno
| Squadra 1 | Totale | Squadra 2 | Andata | Ritorno |
| --------- | ------ | --------- | ------ | ------- |
| Lichtstad | 7 - 15 | Voltregà  | 5 - 4  | 2 - 11  |

### Quarti di finale
| Squadra 1    | Totale  | Squadra 2  | Andata | Ritorno |
| ------------ | ------- | ---------- | ------ | ------- |
| Benfica      | 11 - 4  | Walsum     | 8 - 0  | 3 - 4   |
| Novara       | 22 - 11 | Coutras    | 13 - 4 | 9 - 7   |
| Royal Sunday | 9 - 20  | Voltregà   | 7 - 9  | 2 - 11  |
| RS Zurigo    | 5 - 36  | Barcellona | 3 - 11 | 2 - 25  |

### Semifinali
| Squadra 1  | Totale  | Squadra 2 | Andata | Ritorno |
| ---------- | ------- | --------- | ------ | ------- |
| Barcellona | 20 - 9  | Novara    | 11 - 4 | 9 - 5   |
| Benfica    | 10 - 22 | Voltregà  | 3 - 7  | 7 - 15  |

### Finale
| Squadra 1 | Totale | Squadra 2  | Andata | Ritorno |
| --------- | ------ | ---------- | ------ | ------- |
| Voltregà  | 11 - 9 | Barcellona | 5 - 5  | 6 - 4   |